# Josep Cubero Valero
Josep Cubero Valero   (Barcelona, 1933 - Barcelona, 2001) que signava simplement com Cubero, va ser un autor de còmic i animador català.

## Biografia
El seu pare es deia José Cubero Ibor. A l'ésser el seu pare i ell homònims, a l'autor de còmic se l'ha identificat ocasional i erròniament amb el nom del seu progenitor.
Cubero va treballar d’administrador durant diversos anys, però quan va poder dedicar-se a temps complert al dibuix va abandonar les seves ocupacions a l’oficina. Va ser un dibuixant tot terreny que va col·laborar en moltes editorials, malgrat que els seus inicis es van concentrar a l'Editorial Marco i la seva revista La Risa (2ª època), per a les que va concebre sèries humorístiques com ara El tío Bastián (1956), El Doctor Penicilino y el bestia de su sobrino (1958), Zacarías Mendrugón y su lobo Gedeón (1956) o Sherlok Gómez (1958). Entre finals dels anys cinquanta i inicis dels setanta va treballar, entre d'altres, per a l'Editorial Bruguera, amb sèries per a les revistes Pulgarcito, DDT i Din Dan (El soldado Joe (1961), Ponderoso Joe (1966), Agripino 1967, Espadini (1967) o Josefino (1971)); i va realitzar diverses historietes de Mortadel·lo i Filemó.
Va ser un dibuixant expert en paròdies televisives i de personatges populars. Es poden trobar mostres del seu bon quefer en aquest terreny a les revistes Gaceta Junior (Cámara loca (1969) o TBO, on va caricaturitzar personatges populars de l'època i personatges televisius de ficció. En la seva llarga etapa a TBO (sobretot des que la revista va passar a denominar-se TBO 2000) es va convertir en un dels autors més sòlids d'aquest setmanari. Cubero també va realitzar una versió humorística d'El Quixot (1979), i a la dècada de 1980, Cubero va treballar per a la televisió japonesa.